# 454
454 (CDLIV) fue un año común comenzado en viernes del calendario juliano, en vigor en aquella fecha.
En el Imperio romano, el año fue nombrado el del consulado de Aecio y Estudio, o menos comúnmente, como el 1207 Ab urbe condita, adquiriendo su denominación como 454 a principios de la Edad Media, al establecerse el anno Domini.

## Acontecimientos
- El debilitamiento del poder romano tras el asesinato del general Aecio a manos del emperador Valentiniano III facilitará que los vándalos saqueen Roma a los pocos meses (Saqueo de Roma del año 455)
- Derrota de los hunos europeos en la Batalla de Nedao
- Teodorico II derrota completamente a los bagaudas.

## Nacimientos
- Teodorico el Grande.

## Fallecimientos
- Aecio, general romano, asesinado personalmente por el emperador Valentiniano III.
- Elak, caudillo huno, hijo mayor de Atila.